# Medalla commemorativa de l'Expedició a Albània 1939
La Medalla Commemorativa de l'Expedició a Albània 1939 (italià: Medaglia Conmemorativa della Spedizione in Albania) era una medalla de campanya italiana, creada pel rei Víctor Manuel III el 7 de març de 1940 mitjançant el Reial Decret Nº.683.
Va ser atorgada al personal del Cos Expedicionari, de la Regia Marina i de la Regia Aeronautica mobilitzat per l'exigència especial, així com al personal civil i de la Marina Mercant que van participar en l'expedició d'Albània entre el 7 i el 16 d'abril de 1939.
Després de l'annexió d'Àustria i dels Sudets Txecs, Mussolini, per no ser menys que Hitler, volgué denunciar el tractat d'aliança amb el rei Zogú I d'Albània de 1927, reforçat amb el tractat de 1936, i que Albània passés a formar part d'Itàlia. Així, el 7 d'abril de 1939, un cos expedicionari de 22.000 homes formats en 4 columnes, recolzats per una forta força naval i per l'aviació, desembarcà a Albània. El 8 arribaren a Tirana, el rei Zogu arribava a Grècia i pel 12 els principals centres albanesos ja estaven ocupats.
Una paròdia de l'Assemblea Constituent oferí la corona d'Albània al Rei, qui l'acceptà. Posteriorment, i mitjançant una sèrie de tractats es realitzà la fusió dels dos regnes.
Juntament amb la medalla s'atorgava un diploma commemoratiu.

## Disseny
Una medalla de bronze de 32mm. A l'anvers hi apareix la imatge del Rei en uniforme militar, mirant cap a l'esquerra, amb la inscripció "VITTORIO EMANUELE III RE D'ITALIA IMP. DI ETIOPIA". Al revers apareix l'àliga bicèfala albanesa sobre el feix feixista. Al voltant hi ha les inscripcions "Albania Redenta" i "VII Aprile XVII", separades per dues petites estrelles de 5 puntes.
Es crearen dues variants:
1. Spedizione in Albania – Anno XVII E.F.

A l'anvers figurava la llegenda "Spedizione in Albania – Anno XVII E.F."; al camp hi ha un grup format per 6 militars en representació de les diferents armes i especialitats que van participar en l'expedició.
Al revers figura la llegenda "12-16 Aprile 1939", intercalats per 4 nusos de Saboia. A la part superior del cap hi ha l'àliga sobre un feix de lictor; al centre hi ha la inscripció "Italia – Albania" i a sota, l'àliga bicèfala albanesa.
1. Spedizione in Albania

A l'anvers apareix la llegenda "Vitt • Em • Re • D'Italia • E • Di • Albania • Imp • D'Etiopia", a sota d'una petita estrella de 5 puntes. Al camp hi ha el cap del rei, mirant a l'esquerra.
El revers és igual a l'altre variant.
Penja d'una cinta de 37mm, formada per 13 franges verticals en negre i vermell.